# Amstetten (Áustria)
Amstetten é um município austríaco localizado na região Mostviertel no sul-oeste do estado da Baixa Áustria. É a capital do distrito homônimo. Amstetten tem 22.876  habitantes (1º janeiro de 2012).

## Geografia

### Posição
A cidade de Amstetten acha-se em travessas tradicionais, favorecidas pela topografia, entre os prealpes no sul e a falda granitosa da chapa boémia, estando partida nessa região pelo Danúbio. No oeste e leste ela confina com as paisagens fértis agriculturais do Mostviertel. Esse nome é derivado de mosto (sidra), feito de maçãs e pêras. Estes fatores, trânsito e agricultura, têm astampado a evolução histórica de Amstetten até a idade moderna. Especialmente o desenvolvimento a um centro econômico e comercial em acordo com as mudanças históricas, a perda do significado preventivo militar que levara Amstetten até os fins existência, e o significado elevado de transporte, ligado com a importância tradicional de Amstetten, promoveu o significado desta cidade.
Hoje Amstetten está situado na Westautobahn A1 (auto-estrada do oeste) e na Westbahn (ferrovia do oeste) e não apenas tem virado um portão importante ao vale do rio Enns mas o centro econômico do lado do oeste do Mostviertel incluindo a comarca Amstetten com cerca de 110.000 habitantes. O município mesmo não é o núcleo da cidade só, mas estende-se sobre seis comunidades cadastrais: Edla. Hausmening, Mauer bei Amstetten, Preinsbach, Schönbichl e Ulmerfeld.
Além de rebeiros em parte bem caudalosos (entro outros Gschirmbach, Edlabach, Preinsbach e Mühlbach) tem dois rios em Amstetten: a Url pequena que desemboca no rio principal dessa região caudalosa, Ybbs, em Greinsfurth um pouco antes da região urbana. A Ybbs é retrada simbolicamente no brazão da cidade. O nome, antigamente “Ois”, é provavelmente derivado de “Oussa” = água clara. Esse rio inundava a cidade sempre de novo antes da construção extensa dum sistema de diques com várias pontes, separando as comunidades no sul, Allersdorf, Greinsfurth, Ulmerfeld e Hausmening do resto da cidade. Junto com os leitos elevados da ferrovia e da rodovia interurbana, esses diques separando a cidade são o maior problema da urbanização.
A Ybbs que terminava Amstetten no lado do sul e parte-a hoje era um rio popular para tomar banho até os anos 1960, mas a indústria de papel e celulose do vale da Ybbs quase estragava o rio. Após medidas dramáticas der melhoramento, partes da Ybbs novamente são um alvo popular para descansar (nadar, pescar).

### Economia e vida
Sendo a sede do governo distrital, da garnisão policial regional, de vários serviços administrativos e federais, escolas e centros de instrução assim como sede de companhias internacionais, Amstetten é o lugar central do oeste do Mostviertel e uma das cidades mais importantes da Baixa Áustria. Sua economia tem significação considerável, também interacional, por suas estruturas profissionais e por empresas industriais na área de engenharia mecânica, manufatura de metal e madeira, construção, indústria de papel, transportação e química. Nas últimas décadas Amstetten, também, elevou-se a ser um local de compras prà região inteira.
O município de Amstetten consiste em alguns bairros que outrora eram comunidades autónomas. A lista subsequente resume os bairros particulares com o número de habitantes segundo a contagem de 2001:
- Amstetten Stadt (incl. Allersdorf, Eggersdorf, Greimpersdorf) 13.900 hab.
- Preinsbach (incl. Eisenreichdornach, Koplarn, Schimming) 519 hab.
- Edla (incl. Berg, Höf, Haaberg, Gschirm, Oiden, Boxhofen, Gigerreith) 461 hab.
- Mauer (incl. Waldheim, Spiegelsberg, Pilsing, Galtberg, Winkling) 2.086 hab.
- Greinsfurth 1.014 hab.
- Neufurth 1.594 hab.
- Hausmening 1.812 hab.
- Ulmerfeld 840 hab.
- Schönbichl (incl. Doislau, Gießhübl, Pittersberg, Wassering) 365 hab.

A maioria das companhias de indústria e de serviço acha-se nos bairros Amstetten Stadt, Greinsfurth, Hausmening, Mauer e Neufurth, enquanto que os bairros Preinsbach, Edla e Schönbichl tendo estrutura rústica têm empresas numerosas agropecuárias e silviculturais.
Amstetten virou um centro moderno de economia, escolas e administração, apresentando um dos maiores poderes de compra na Baixa Áustria. Conforme à mudança rápida e à posição geográfica, a cidade ficou esforçando-se, especialmente nos 100 anos passados, para ganhar uma identitade estendendo-se duma cidade de cidadinhos e funcionários públicos até uma cidade de trabalhadores, dum centro regional de agricultura até um lugar moderno de economia. E tem paradoxos: bem-estar e prosperidade enfrentam delinquência juvenil relativamente alta e flutuação demográfica, com contentamento de vida do povo inato no mesmo tempo.

## Clima
Amstetten acha-se na região climática prealpina austríaca e na zona transitória entre o clima úmido marítimo do oeste e o clima seco continental do leste. Por causa duma posição protegida a temperatura fica 1 ate 2 °C acima da craveira dos lugares em volta. A temperatura média é cerca de 9 °C. A precipitação anual eleva-se a 1.000 mm, na maioria em forma de chuva durante o verão.
Especialmente no outono e no inverno há muitas vezes nebulosidade persistente por causa de inversão térmica na bacia.
Normalmente o vento fica fraco até moderado com 2 até 3 beaufort, principalmente do oeste. Somente quando tiver pressão alta há muitas vezes ventos do leste. Eles ficam persistentes, muitas vezes por alguns dias, e podem ser bem fortes mas raras vezes acima da força 7.
Temporais fortes exclusivamente vêm do oeste, chegam às vezes acima de 100 km/h. Por causa disso tem árvores derrubadas em intervalos de alguns anos nas florestas em volta.

## Política
O burgomestre é Ursula Puchebner do Partido Social-Democrata da Áustria.

### Resultado da eleição municipal 2010
- SPÖ: 57,22 %
- ÖVP: 25,02 %
- Grüne: 5,33 %
- FPÖ: 12,43 %

## Cidade-irmã
- Ruelle-sur-Touvre, França (desde 1972)
- Podolsk, Rússia